# Jean Moysset
Jean Moysset, né le 7 avril 1726 à Fleurance (généralité d'Auch, actuel département du Gers), mort le 24 février 1810 dans la même ville, est un homme politique de la Révolution française.

## Biographie
La monarchie constitutionnelle mise en application par la constitution du 3 septembre 1791 prend fin à l'issue de la journée du 10 août 1792 : les bataillons de fédérés bretons et marseillais et les insurgés des faubourgs de Paris prennent le palais des Tuileries. Louis XVI est suspendu et incarcéré avec sa famille à la tour du Temple.  
En septembre 1792, Jean Moysset, alors président du directoire du Gers, est élu député du département, le neuvième et dernier, à la Convention nationale.  
Il siège sur les bancs de la Gironde. Lors du procès de Louis XVI, il vote « la réclusion, et l'expulsion à la paix », et se prononce en faveur de l'appel au peuple et le sursis à l'exécution de la peine. Le 13 avril 1793, il est absent lors du scrutin sur la mise en accusation de Jean-Paul Marat. Le 28 mai, il vote en faveur du rétablissement de la Commission des Douze.  
Le 3 octobre 1793, après le rapport de Jean-Pierre-André Amar (député de l'Isère), membre du Comité de sûreté générale, Moysset est décrété d'arrestation pour avoir signé la protestation contre les journées du 31 mai et du 2 juin. Le 11 brumaire an II (le 1er novembre 1793), lui et ses collègues gersois Antoine Laplaïgne et Bernard Descamps, également signataires de la protestation, sont dénoncés par le bataillon de volontaires du district d'Auch.  
Le 18 frimaire an III (8 décembre 1794), Moysset les autres signataires sont libérés et réintégrés à leur poste de député.   
En vendémiaire an IV (octobre 1795), sous le Directoire, Jean Moysset est réélu député et siège au Conseil des Anciens. Il est tiré au sort pour quitter le Conseil le 1er prairial an V (le 20 mai 1797). 
Parallèlement à son activité parlementaire, Jean Moysset était adhérent à la loge maçonnique d'Auch, comme ses collègues conventionnels gersois Joseph-Nicolas Barbeau du Barran, Louis Maribon-Montaut et Joachim Perez. 

## Mandats
- 06/09/1792 - 26/10/1795 : Gers - Girondins

## Sources
- Dictionnaire des parlementaires français par Adolphe Robert, Edgar Bourloton et Gaston Cougny, tome 4, Lav-Pla, Bourloton éditeur, Paris, 1891.